# Adolf Stelzer
Adolf Stelzer, noto anche come Adolfo Stelzer (1º settembre 1908 – 30 aprile 1977), è stato un calciatore svizzero, di ruolo centrocampista.